# Чжэжун
Чжэжу́н (кит. упр. 柘荣, пиньинь Zhèróng) — уезд городского округа Ниндэ провинции Фуцзянь (КНР).

## История
Уезд Чжэжун был выделен 1 октября 1945 года из уезда Сяпу.
После образования КНР в 1949 году был создан Специальный район Фуань (福安专区), и уезд вошёл в его состав. В 1956 году уезд Чжэжун был присоединён к уезду Фуань, но в 1961 году он был воссоздан. В 1970 году уезд Чжэжун был разделён между уездами Фуань и Фудин.
В 1971 году власти Специального района переехали из уезда Фуань в уезд Ниндэ, а сам специальный район был переименован в Округ Ниндэ (宁德地区). В 1975 году уезд Чжэжун был воссоздан вновь.
Постановлением Госсовета КНР от 14 ноября 1999 года округ Ниндэ был преобразован в городской округ.

## Административное деление
Уезд делится на 2 посёлкf и 7 волостей.

## Экономика
Чжэжун является крупнейшим в Китае центром по производству ножей и ножниц. Годовой объём производства составляет более 300 млн единиц ножей и ножниц, которые продаются в Китае и Юго-Восточной Азии. Большинство предприятий сектора сконцентрированы в промышленном парке Яньшаньян.